# Oligoporus hydnoidea
Oligoporus hydnoidea är en svampart som tillhör divisionen basidiesvampar, och som beskrevs av G. Gaarder och Leif Ryvarden. Oligoporus hydnoidea ingår i släktet Oligoporus, och familjen Polyporaceae. Arten har ej påträffats i Sverige.